# Mostviertel
Mostviertel es el cuartel sudoccidental de los cuatro cuadrantes del estado de Baja Austria (Austria). Está limitado por el Danubio al norte, al sur por el estado de Estiria (Austria) y al oeste por el estado de Alta Austria. El Wienerwald forma la frontera natural al este, dando lugar al apelativo de “el cuartel sobre el Wienerwald (Bosque de Viena)”.
La traducción literal del nombre Mostviertel es “cuartel del mosto”, ya que la región es famosa por su producción de mosto de pera y manzana. Las tierras entre los ríos Ybbs y Enns gozan de condiciones favorables para la plantación de árboles frutales dando lugar a la industria del mosto. Son típicos de la región los grandes prados de árboles frutales rodeando a granjas, en el centro de las cuales suele haber un patio cuadrado, además de los ondulantes caminos alpinos.

## Geografía
El Mostviertel lo componen los siguientes distritos:
- Amstetten
- Waidhofen an der Ybbs
- Scheibbs
- Melk
- Lilienfeld
- Tulln
- St. Pölten-Land y la ciudad de St. Pölten.